# Хармън (окръг, Оклахома)
Окръг Хармън (на английски: Harmon County) е окръг в щата Оклахома, Съединени американски щати. Площта му е 1396 km², а населението – 3283 души (2000). Административен център е град Холис.